# Tuzza
Tuzza (zapis stylizowany: TUZZA) – polski duet wykonujący muzykę z pogranicza trapu, cloud rapu i pop-rapu, składający się z anonimowych raperów posługujących się pseudonimami „Benito” i „Ricci”, powstały w 2017 roku w Warszawie. Charakterystyczna dla grupy jest budowa wizerunku na nawiązaniach do kultury włoskiej.
Zespół współpracował z takimi wykonawcami, jak Ten Typ Mes, Taco Hemingway, Żabson, Avi, Don Poldon, Young Igi, Kabe, Natalia Szroeder, Asster, Szpaku, czy Hewra, z którą współtworzył kolektyw.
Oprócz działalności muzycznej muzycy prowadzą również pizzerię „Casa Di Tuzza”.

## Historia
Zespół zadebiutował 23 stycznia 2017 roku singlem Włoska Robota, który wzbudził zainteresowanie wśród słuchaczy. Sukcesywnie wydawali kolejne kawałki jak Złote Cozze, Curumim czy Moet Na Dachu, które zbierały kilkuset tysięczne wyświetlenia na platformie YouTube.
30 listopada, tego samego roku opublikowany został singiel A&M zapowiadający ich nadchodzący minialbum TOP ZZ. EPka ukazała się 3 kwietnia 2018 roku nakładem własnym we współpracy z producentem Swizzy. Gościnnie udzielił się na niej Sylvana.
W tym samym roku 21 grudnia ukazał się debiutancki album studyjny Fino Alla Fine, promowany singlami Globale, Dybala, Jupitery z Donem Poldonem, Wenus i Denaro.
W 2019 roku duet wydał dwa minialbumy MOON MOOD, OGRODOWA 48 oraz wystąpił na festiwalach m.in. na Openerze.
Na początku 2020 roku TUZZA zaczęła promować wydawnictwo GIARDINO, które ukazało się 13 marca. Gościnnie udzielił się na nim Taco Hemingway. Raperzy wzięli udział w akcji Hot16Challenge, z której utwór trafił do wydanej w 2022 roku EPce GIORNO. W tym samym roku otworzyli własną pizzerię Casa Di Tuzza przy ulicy Senatorskiej w Warszawie.
W 2022 zespół wydał kolejny album FORZA, który zadebiutował na 1. miejscu rankingu OLiS.
Na początku 2023 TUZZA zapowiedziała przerwę wydawniczą.
Pod koniec kwietnia 2024 roku na Instagramie raperów zaczęły pojawiać się grafiki zapowiadające ich powrót na scenę. 8 maja wydany został singiel PEPE ORSINI zapowiadający album VILLA DI TUZZA. Wydawnictwo ukazało się 14 czerwca tego samego roku. Gościnnie udzielili się Kabe oraz Asster.
W swojej twórczości TUZZA nawiązuję do znanych Włochów, kultury oraz kuchni włoskiej.

## Dyskografia

### Albumy studyjne
| Rok  | Dane dot. albumu                                                                                 | Pozycja na liście |
| Rok  | Dane dot. albumu                                                                                 | POL               |
| ---- | ------------------------------------------------------------------------------------------------ | ----------------- |
| 2018 | Fino Alla Fine - Data: 21 grudnia 2018 - Wydawca: wydanie własne - Format: CD, digital download  | –                 |
| 2020 | GIARDINO - Data: 13 marca 2020 - Wydawca: wydanie własne - Format: CD, digital download          | –                 |
| 2022 | FORZA - Data:: 25 marca 2022 - Wydawca: wydanie własne - Format: CD, digital download            | 1                 |
| 2024 | VILLA DI TUZZA - Data:: 14 czerwca 2024 - Wydawca: wydanie własne - Format: CD, digital download | 5                 |

### Minialbumy
| Rok  | Dane dot. albumu                                                                           |
| ---- | ------------------------------------------------------------------------------------------ |
| 2018 | TOP ZZ - Data: 3 kwietnia 2018 - Wydawca: wydanie własne - Format: digital download        |
| 2019 | MOON MOOD - Data: 21 czerwca 2019 - Wydawca: wydanie własne - Format: CD, digital download |
| 2019 | OGRODOWA 48 - Data: 19 grudnia 2019 - Wydawca: wydanie własne - Format: digital download   |
| 2022 | GIORNO - Data: 25 marca 2022 - Wydawca: wydanie własne - Format: CD, digital download      |

### Single
| Rok             | Tytuł                                       | Album               |      |                 |                     |
| --------------- | ------------------------------------------- | ------------------- | ---- | --------------- | ------------------- |
| Rok             | Tytuł                                       | Album               | 2017 | „Włoska Robota” | singiel niealbumowy |
| „Witraże”       |                                             |                     | 2017 |                 | singiel niealbumowy |
| „Złote Cozze”   |                                             |                     | 2017 |                 | singiel niealbumowy |
| „Curumim”       |                                             |                     | 2017 |                 | singiel niealbumowy |
| „Moet Na Dachu” |                                             |                     | 2017 |                 | singiel niealbumowy |
| „Gazza”         |                                             |                     | 2017 |                 | singiel niealbumowy |
| „A&M”           | TOP ZZ                                      |                     | 2017 |                 |                     |
| „Kappa”         | singiel niealbumowy                         |                     | 2017 |                 |                     |
| 2018            | singiel niealbumowy                         | „Wenecja”           |      |                 |                     |
| 2018            | „Introzz”                                   | TOP ZZ              |      |                 |                     |
| 2018            | „Bandzior”                                  | TOP ZZ              |      |                 |                     |
| 2018            | „Tfafaccia” (gościnnie: Sylvana)            | TOP ZZ              |      |                 |                     |
| 2018            | „Sirocco”                                   | TOP ZZ              |      |                 |                     |
| 2018            | „Globale”                                   | Fino Alla Fine      |      |                 |                     |
| 2018            | „Dybala”                                    | Fino Alla Fine      |      |                 |                     |
| 2018            | „Jupitery” (gościnnie: Don Poldon)          | Fino Alla Fine      |      |                 |                     |
| 2018            | „Wenus”                                     | Fino Alla Fine      |      |                 |                     |
| 2018            | „Denaro”                                    | Fino Alla Fine      |      |                 |                     |
| 2019            | „KOSMOPOLITA”                               | MOON MOOD           |      |                 |                     |
| 2019            | „GRANDE CUVÉE”                              | MOON MOOD           |      |                 |                     |
| 2019            | „MOON MOOD”                                 | MOON MOOD           |      |                 |                     |
| 2019            | „808 ROSS”                                  | MOON MOOD           |      |                 |                     |
| 2019            | „BERLINETTA”                                | MOON MOOD           |      |                 |                     |
| 2019            | „PAŁAC”                                     | singiel niealbumowy |      |                 |                     |
| 2019            | „LO’REAL” (gościnnie: Żabson)               | OGRODOWA 48         |      |                 |                     |
| 2020            | „PIÓRO WIECZNE”                             | GIARDINO            |      |                 |                     |
| 2020            | „PARANZA”                                   | GIARDINO            |      |                 |                     |
| 2020            | „PORTOFINO”                                 | GIARDINO            |      |                 |                     |
| 2020            | „HAUTE COUTURE” (gościnnie: Taco Hemingway) | GIARDINO            |      |                 |                     |
| 2020            | „WARSZAWSKA NIKE” (gościnnie: Don Rabitos)  | GIARDINO            |      |                 |                     |
| 2020            | „8x4”                                       | GIORNO              |      |                 |                     |
| 2020            | „LA STORIA CONTINUA”                        | GIORNO              |      |                 |                     |
| 2020            | „WASI KRÓLOWIE SĄ NADZY”                    | GIORNO              |      |                 |                     |
| 2020            | „BLIŹNIAKI SPOD ZNAKU WAGI”                 | GIORNO              |      |                 |                     |
| 2021            | „EURO”                                      | GIORNO              |      |                 |                     |
| 2022            | „CZARNY KOT” (gościnnie: Young Igi)         | FORZA               |      |                 |                     |
| 2022            | „KONSTELACJE”                               | FORZA               |      |                 |                     |
| 2022            | „CHIELLINI”                                 | FORZA               |      |                 |                     |
| 2022            | „SUBURRA” (gościnnie: Avi)                  | FORZA               |      |                 |                     |
| 2022            | „8 BILA”                                    | FORZA               |      |                 |                     |
| 2022            | „AMALFI DRIVE”                              | singiel niealbumowy |      |                 |                     |
| 2024            | „PEPE ORSINI”                               | VILLA DI TUZZA      |      |                 |                     |
| 2024            | „BELLO DI NOTE I” (gościnnie: Asster)       | VILLA DI TUZZA      |      |                 |                     |
| 2024            | „BELLO DI NOTE II” (gościnnie: Kabe)        | VILLA DI TUZZA      |      |                 |                     |
| 2024            | „BIANCA”                                    | VILLA DI TUZZA      |      |                 |                     |
| 2024            | „FLORENTINO”                                | VILLA DI TUZZA      |      |                 |                     |

### Gościnne występy
| Rok  | Tytuł                                           | Album         |
| ---- | ----------------------------------------------- | ------------- |
| 2018 | „Kaczzki” (oraz Ten Typ Mes)                    | Rapersampler+ |
| 2020 | „Dbam” (oraz Szamz, Mello Major, Young Igi, SM) | GMIAM         |
| 2021 | „Niepokój” (oraz Karwan, Szpaku)                | Wschód Końca  |
| 2021 | „ANASTASI” (oraz Miszel)                        | EUROTRAP      |
| 2021 | „Video” (oraz Deemz, Natalia Szroeder)          | SAUCE         |